# Asociación Argentina de Malacología

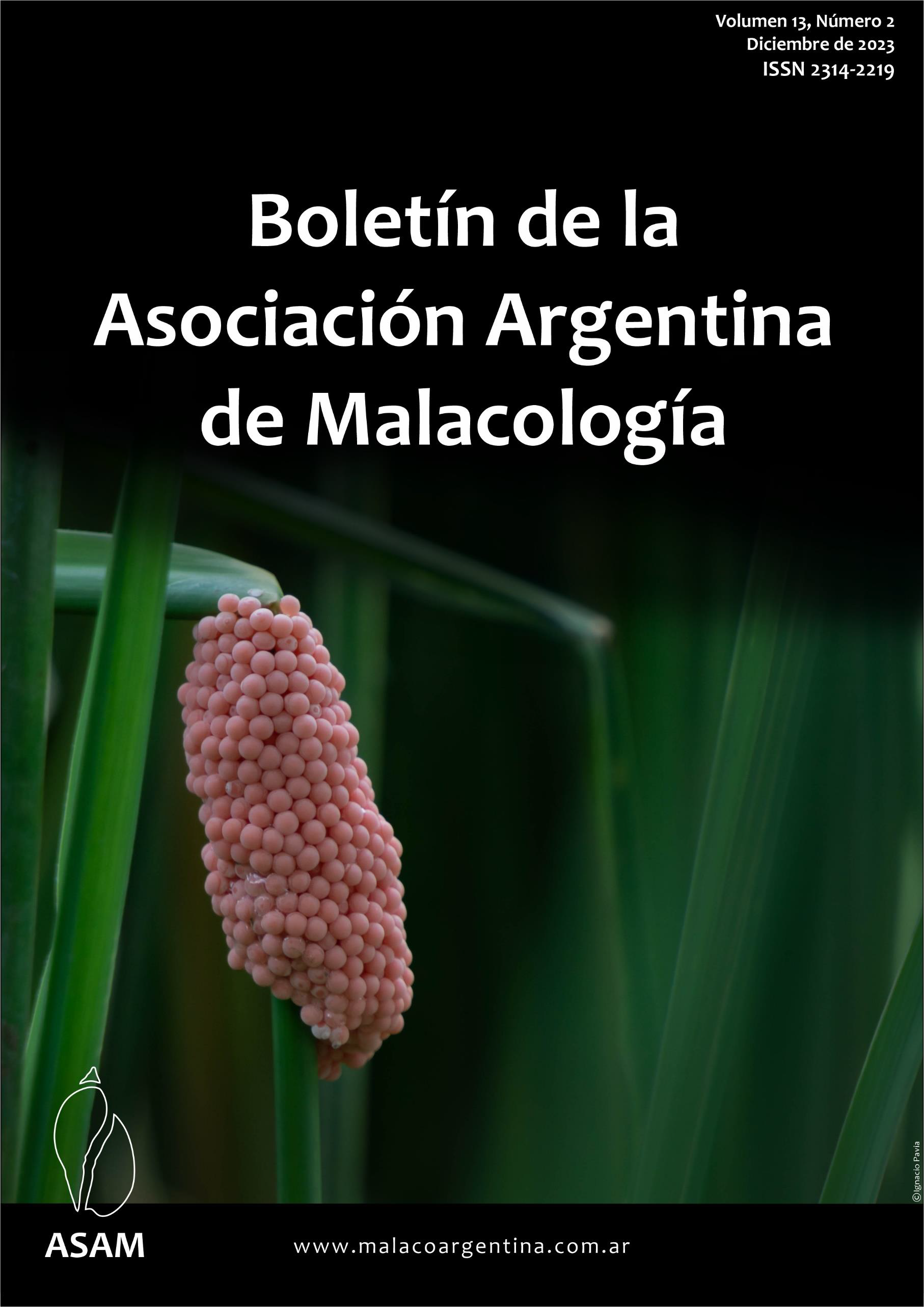
Portada del Boletín de la Asociación Argentina de Malacología volumen 13 número 2, diciembre 2023

La Asociación Argentina de Malacología (ASAM) es una organización científica no gubernamental fundada el 15 de junio de 2011. Tiene sede en la ciudad de Puerto Madryn, Provincia de Chubut, Argentina.
Constituida como una asociación científico-académica, tiene como fines reunir investigadores, profesionales, estudiantes y aficionados de la malacología, incentivar el estudio de los moluscos y promover su conocimiento en todos los niveles, fomentar la toma de medidas para la conservación de la Malacofauna Argentina y regional, realizar periódicamente una reunión científica denominada Congreso Argentino de Malacología (CAM), fomentar la difusión de las actividades de la Asociación mediante la publicación de un Boletín y cooperar con otras asociaciones o entidades científico académicas. Cuenta con personería jurídica y plena capacidad de obrar y carece de ánimo de lucro.
Desde 2011 edita el Boletín de la ASAM (BASAM), dedicado a la divulgación científica, que desde el número 2 de su volumen 11, de diciembre de 2021, se publica bajo una licencia libre de tipo CC-By. Desde 2012 subsidia distintos proyectos de estudiantes de grado y posgrado mediante el premio Juan José Parodiz (ver debajo). Publica a su vez piezas únicas de divulgación relacionadas con temas de interés público, tales como la invasión del caracol gigante africano (Lissachatina fulica).

## El Congreso Argentino de Malacología (CAM)
La Asociación Argentina de Malacología organiza el Congreso Argentino de Malacología (CAM). Hasta el momento ha organizado tres congresos:
- 1CAM: 18 al 20 de septiembre de 2013, La Plata. Facultad de Ciencias Naturales y Museo, Universidad Nacional de La Plata.[6]
- 2CAM: 10 al 12 de agosto de 2016, Mendoza. Universidad Nacional de Cuyo.[7]
- 3CAM: 3 al 6 de diciembre de 2019, Bahía Blanca. Universidad Nacional del Sur.[8]
- 4CAM: 2022, 24 al 28 de octubre de 2022, Posadas. Universidad Nacional de Misiones.[9][10]

## Boletín de la Asociación Argentina de Malacología (BASAM)
Desde 2011 la ASAM publica un boletín que incluye información de divulgación así como novedades de la institución. Desde el número 2 del volumen 11, el BASAM se publica con una licencia Creative Commons Atribución 2.5 Argentina (CC BY 2.5 AR).

## Premio Parodiz
La ASAM ofrece anualmente subsidios de estímulo de la investigación malacológica por medio del premio Juan José Parodiz, nombrado así en honor al destacado malacólogo argentino. Actualmente se otorgan dos subsidios, para estudiantes de posgrado y grado, con el objetivo de utilizar el dinero para sus investigaciones científicas. Desde 2012 se entregaron 16 premios.